# Big Yellow Taxi
Big Yellow Taxi est une chanson écrite, composée et initialement enregistrée par l'auteure-compositrice-interprète canadienne Joni Mitchell en 1970, et initialement publiée sur son album Ladies of the Canyon. Ce fut un succès dans son Canada natal (n° 14) ainsi qu'en Australie (n° 6) et au Royaume-Uni (n° 11).
Il n'atteignit le n° 67 aux États-Unis qu'en 1970, mais fut plus tard un plus grand succès là-bas pour elle dans une version live sortie en 1974, qui culminait au n° 24. Des versions graphiques ont également été enregistrées par Neighbourhood (qui avait le top 40 américain original avec la piste en 1970, culminant au n° 29), Máire Brennan, Amy Grant, Bob Dylan et Counting Crows. La chanson a également été échantillonnée dans Got 'til It's Gone de Janet Jackson (1997).
Une version française, Le Grand Parking, chantée par Joe Dassin sur des paroles adaptées par Claude Lemesle, paraît en 1970 sur l'album La Fleur aux dents.
La chanson a un fort thème écologiste. Elle déplore qu'un stationnement se soit érigé sur un paradis et elle demande aux agriculteurs à mettre de côté le DDT. 